# Fallslutare
Fallslutare är en specialslutare som tidigare användes inom krävande fotografering där en exakt exponeringstid var nödvändig, exempelvis för kalibrering av andra slutare. Fallslutaren är den enklaste formen av ridåslutare.
Fallslutaren består av en tung metallskiva med en vågrät springa som släpper igenom ljuset då den av gravitationskraften fås att passera optiken och då släpper fram ljuset till filmen. Exponeringstiden kan beräknas utgående från fallhöjd och springans bredd.
Fallslutaren ger en mycket väldefinierad tid på exponeringen. Det enda kraft som påverkar exponeringen är gravitationskraften och förloppet kan upprepas med god reproducerbarhet. Fallslutaren ansågs som lämplig för absolut-kalibrering av elektroniska slutare.
Fallslutaren hade sitt speciella användningsområde tidigare men moderna mätmetoder och instrument har gjort att samma noggrannhet numera kan uppnås på annat sätt.

## Fotnoter
1. 1 2  Fotografisk handbok, del 1, s. 223
2. ↑  Fotografisk handbok, del 1, sid 228.